# Arne (nome)
Arne  è un nome proprio di persona scandinavo maschile.

## Varianti in altre lingue
- Finlandese: Aarne[1]
- Lituano: Arnas
- Norreno: Árni[1]

## Origine e diffusione

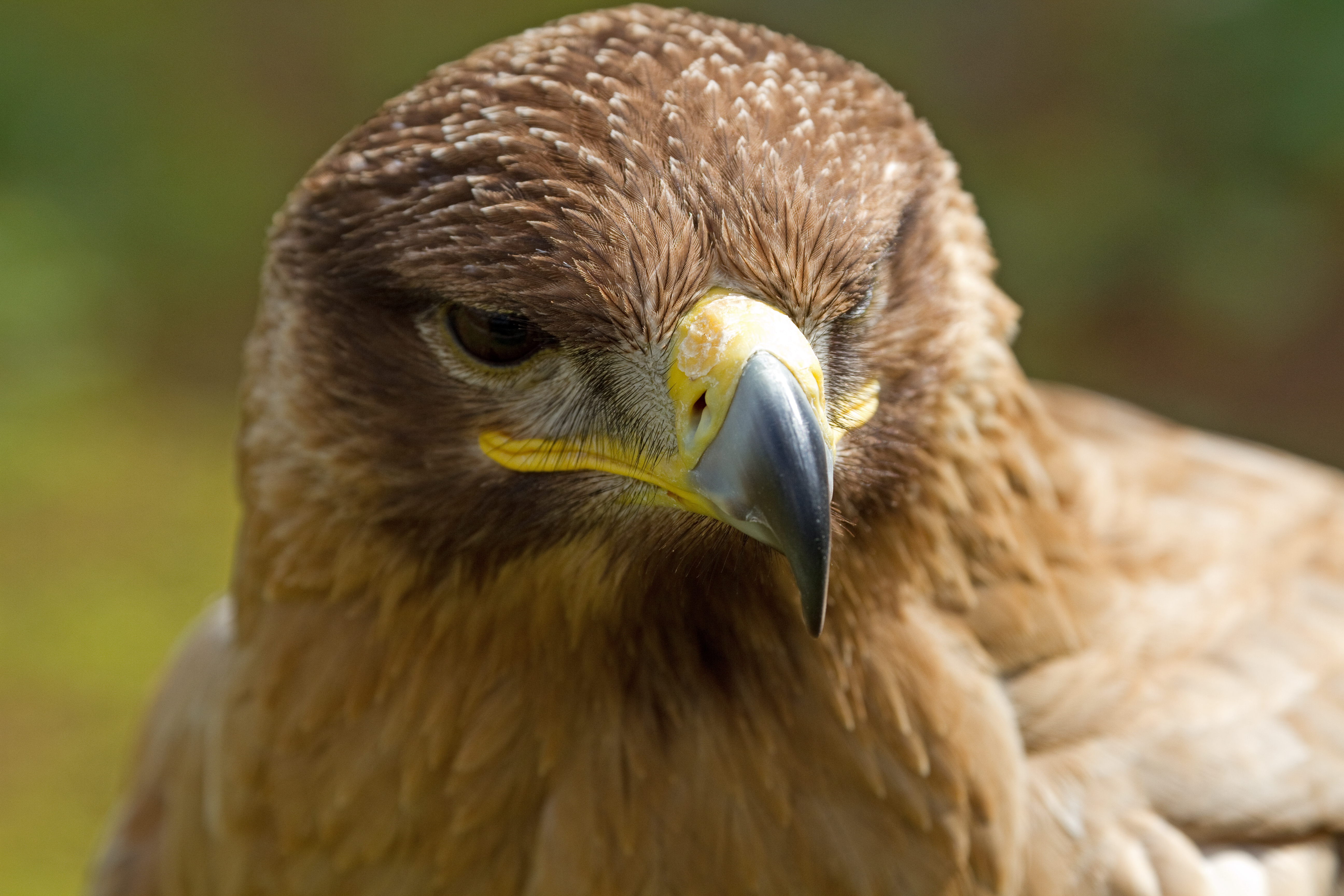
Esemplare di aquila rapace

Si trattava inizialmente di un ipocoristico, poi divenuto nome a sé, di diversi prenomi norreni comincianti con arn, "aquila", come Arvid e Arnolfo. In tedesco, per il primo dei due, Arne funge da diminutivo.
È affine, dal punto di vista semantico, ai prenomi Ezio, Aquila e Ari

## Onomastico
L'onomastico si può festeggiare lo stesso giorno dei nomi di cui costituiva un diminutivo.

## Persone

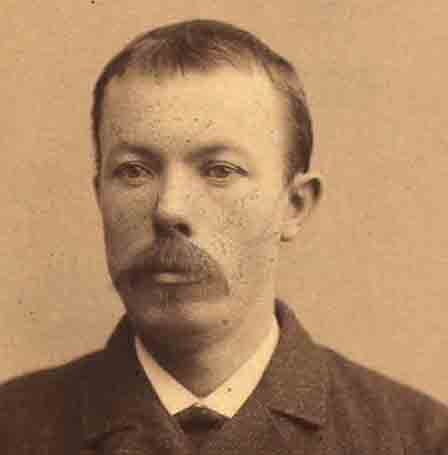
Arne Garborg

- Arne Domnérus, sassofonista e clarinettista svedese
- Arne Dørumsgaard, musicista, compositore e cantante norvegese
- Arne Friedrich, calciatore tedesco
- Arne Garborg, scrittore norvegese
- Arne Jacobsen, architetto e designer danese
- Arne Næss, filosofo norvegese
- Arne Selmosson, calciatore svedese
- Arne Tiselius, biochimico svedese

### Varianti
- Arnas Kazlauskas, cestista lituano

## Il nome nelle arti
- Arne Magnusson è un personaggio della serie di videogiochi Half-Life.